# O-ring (BDSM)

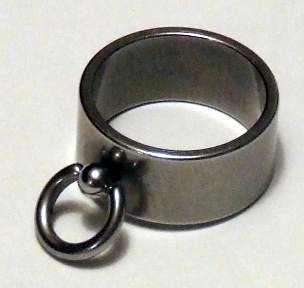
O-Ringen i sin vanligaste utformning

O-ringen är en fingerring som sedan 1990-talet bärs som ett kännetecken för BDSM-utövare, främst på fastlandet i Europa och då speciellt i de tysktalande länderna. Användandet är relativt utbrett inom denna subkultur och kännetecknar att man är slavinna. Namnet härstammar från en liknande ring som bärs av den kvinnliga huvudpersonen i BDSM-romanen Berättelsen om O (skriven av Pauline Réage).
Det finns olika uppfattningar kring hur ringen skall bäras, det vill säga på vilket finger. Den mest utbredda uppfattningen är dock att den undergivna ska bära den på ringfingret (eller pekfingret), på höger om vederbörande är "ledig" ("icke-ägd") och på vänster om vederbörande är "upptagen" ("ägd").
Det finns även uppfattningen att den dominanta parten kan bära ringen, men då på pekfingret på höger eller vänster hand beroende på "tillgänglig" eller "upptagen". En "switch" kan även bära ringen men då på långfingret. Den undergivne bär den följaktligen på ringfingret.